# Макдональд, Дэниэл
Дэниэл «Дэнни» Макдональд (англ. Daniel "Danny" McDonald ; 1909, Онтарио, Канада — 10 октября 1979) — канадский борец вольного стиля, серебряный призёр Олимпийских игр. 

## Биография
Родился в 1909 году в Торонто. 
Представлял Канаду на Олимпийских играх 1928 года в полулёгком весе, где сумел добраться до шестого места. 
См. таблицу турнира
В 1932 году стал чемпионом Канады в полусреднем весе и отправился на Олимпийские игры, где завоевал серебряную медаль, проиграв только будущему чемпиону Джеку Ван Бебберу
См. таблицу турнира
Член национального Зала славы олимпийцев Канады (1978) 